# 于夢雨
于夢雨（1989年8月18日—），原籍中國遼寧省，已退役新加坡女子乒乓球運動員。
于梦雨在2006年17岁时离开中国，通过外籍体育人才计划加入新加坡乒乓球总会（STTA）。同年，于梦雨第一次为新加坡队出战国际比赛，并且是2010年莫斯科世界团体乒乓球锦标赛上击败中国队（3-1）夺得冠军的团队的一员。她曾在2012年亞洲乒乓球錦標賽女團賽事上接連打敗石川佳純及劉詩雯，幫助新加坡奪得亞軍。
于梦雨代表新加坡参加了2016年和2020年夏季奥运会，并在2020年夏季奥运会开幕式中担任新加坡的旗手。
于梦雨的职业生涯一直伴随着伤病，这导致她难以保持在国际大赛上的参赛率和稳定的竞技状态。于梦雨参加了两届奥运会，她是唯一一个曾两次获得第四名、两次获得第五名，遗憾未曾染指奥运奖牌的女子乒乓球运动员。
2021年新加坡国庆大会上，新加坡总理李显龙称赞了于梦雨的毅力和拼搏精神，并表扬于梦雨是“不屈不挠，奋勇向前，永不言弃“新加坡精神的代表。
于梦雨于2022年3月22日正式从新加坡国家队退役。2022年11月，于梦雨被评为“新加坡年度最佳女运动员”。2024年2月，于梦雨入选新加坡体育名人堂。

## 生平
1989年8月18日，于梦雨出生于中国辽宁，父母认为运动有助于增强她的身体免疫力，所以于梦雨从5岁起便开始在沈阳学打乒乓球，并在1999成为省队球员，曾在全国U17比赛中获得亚军。
2006年，17岁的她在比赛中被当时的新加坡乒乓球总会教练陈勇发现。陈勇邀请她加入新加坡队。于梦雨接受了邀请，并于2006年成为新加坡公民，开始代表新加坡队参加国际比赛。 于梦雨参加了2006年新加坡公开赛的U21比赛，获得女单金牌。

## 深造

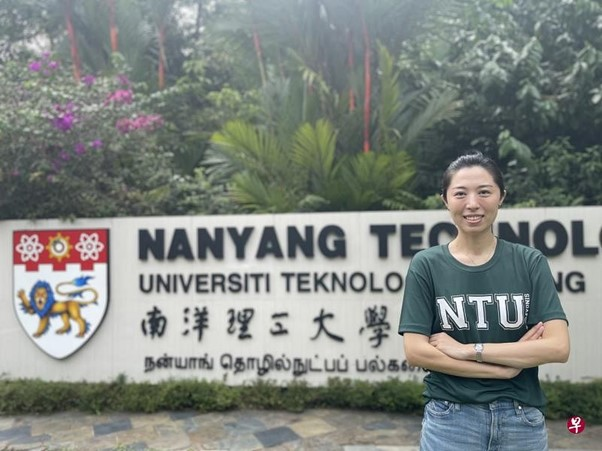
2023年于梦雨开始在南洋理工大学攻读硕士课程

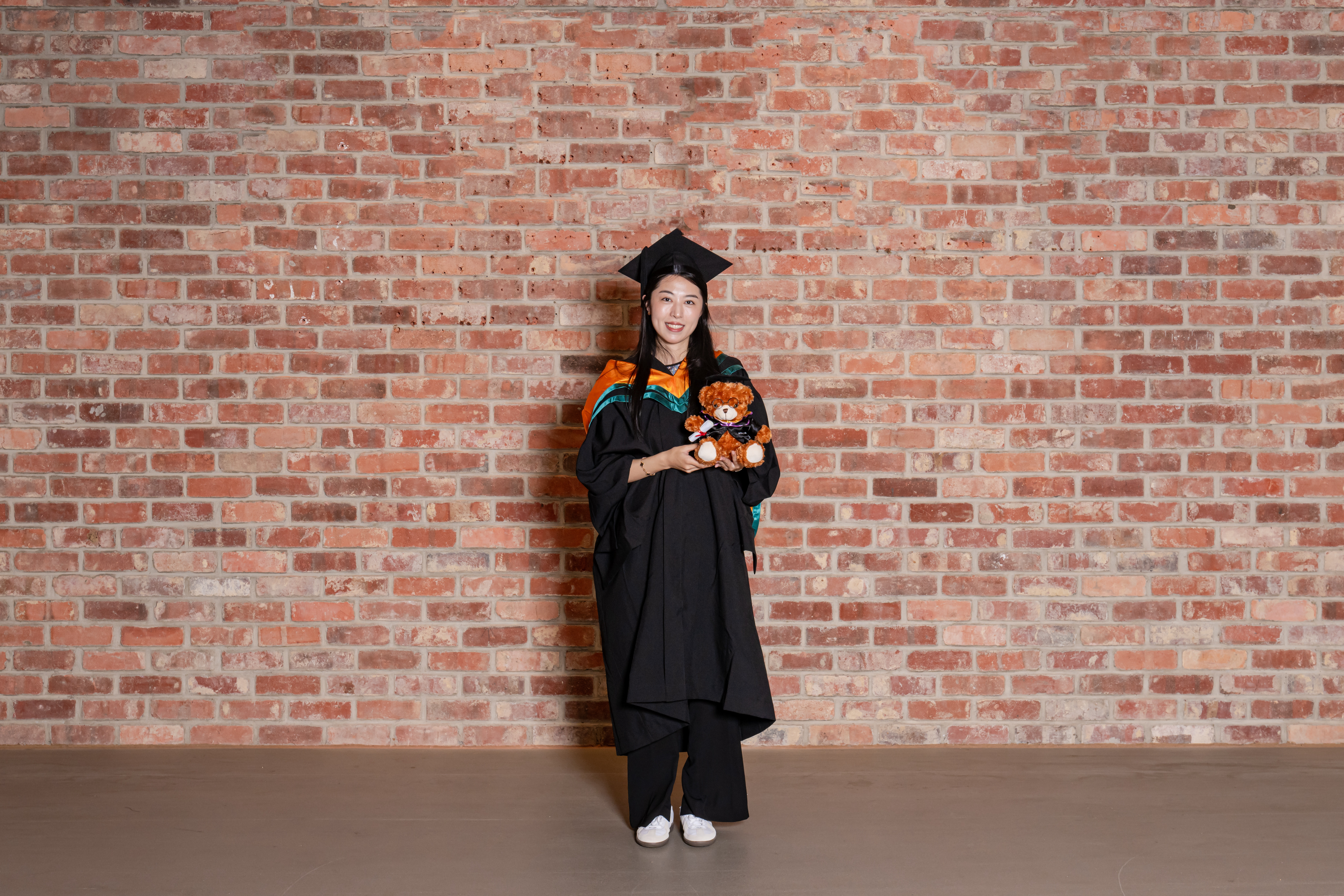
于梦雨顺利从NTU毕业

在2023年3月，于梦雨暂别乒坛，前往2022年世界排名第12名的新加坡南洋理工大学攻读高级公共管理硕士学位。她荣获了南洋公共管理研究生院全额奖学金，成为新加坡本地首位获颁此奖学金的运动员。2024年1月，于梦雨顺利从南洋理工大学毕业，荣获高级公共管理硕士学位。另外，她也荣获南洋公共管理研究生院亚细安奖学金，以及最佳论文奖。

## 运动生涯

### 国家队生涯

#### 2008 - 2009职业巡回赛总决赛
2008年12月，在澳门举办的2009职业巡回赛总决赛比赛中，于梦雨打进了U21的决赛，但最终负于日本的削球手石垣优香，屈居亚军。
2010年1月，在澳门举办的2009职业巡回赛总决赛U21决赛中，于梦雨以4-0（11-9, 11-8, 11-5, 11-4）的比分完胜罗马尼亚选手杜迪安，问鼎冠军。

#### 2010世界乒乓球锦标赛
于梦雨和冯天薇、孙蓓蓓、王越古一起参加了在俄罗斯莫斯科举办的2010年世界乒乓球锦标赛。在决赛中，新加坡队以3-1的比分战胜了曾17次蝉联的卫冕冠军中国队，创造了乒乓球历史上辉煌的一幕；这也是新加坡首次捧起考比伦杯。
2010年，于梦雨的世界排名上升到第9位（在莫斯科世界乒乓球锦标赛团体赛前，她的排名位列队内第二），这帮助新加坡队成为赛会二号种子。

#### 2011年亚洲乒乓球锦标赛
2011年2-3月，在中国澳门举行的第20届亚洲乒乓球锦标赛女子团体半决赛中，由于梦雨、冯天薇、王越古、李佳薇、孙蓓蓓组成的新加坡队以3-2战胜由福原爱、石川佳纯、平野早矢香组成的日本队，进入决赛。 在半决赛决胜局中，于梦雨以3-2战胜了石川佳纯，为新加坡队锁定胜局、挺进决赛。 在决赛中，新加坡队以1-3的总比分不敌赛事一号种子中国队，获得亚军。在决赛第三局，于梦雨以3-2（7-11，6-11，11-8，11-5，11-8）逆转战胜了中国选手刘诗雯，为新加坡队赢得了唯一一分。

#### 2012年世界巡回赛总决赛
于梦雨和冯天薇组合代表新加坡参加了2012年国际乒联世界巡回赛总决赛，并接连以4-2的比分战胜日本组合藤井宽子/若宫三纱子，以4-1的比分战胜中国香港组合姜华珺/李皓晴，闯入决赛。在决赛中，面对中华台北组合郑怡静/黄怡桦，新加坡组合鏖战7局，在先失两局的不利情况下，连扳三局，并在决胜局中以11-2的比分获胜，最终以大比分4-3（11-13，11-13，11-8，11-4，11-3，5-11，11-2）逆转击败对手，赢得2012年世界巡回赛总决赛的女子双打金牌。

#### 2013-14年世界乒乓球锦标赛
于梦雨与冯天薇搭档，参加了在法国巴黎举办的2013年国际乒联世界乒乓球锦标赛，并一路过关斩将，先后以4-1的比分战胜了日本的石川佳纯/森园美笑组合，以4-0的比分战胜了日本的福原爱/平野早矢香组合。在半决赛中，面对世界排名第一、且最终获得金牌的中国组合郭跃/李晓霞，尽管先赢一局，新加坡组合最终以2-4（12-10，7-11，7-11，4-11，11-9，8-11）的比分败北。新加坡队最终获得2013年世界乒乓球锦标赛女子双打的铜牌。
于梦雨和队友冯天薇、李思韵、Yee Herng Hwee一起参加了在日本东京举办的2014年世界乒乓球团体锦标赛。于梦雨作为新加坡队的二号选手，在对战各国对手一号选手时表现出色，取得七连胜的成绩：先后战胜卢森堡队的倪夏莲、荷兰队的李佼、韩国队的徐孝元、罗马尼亚队的萨马拉等选手，帮助新加坡队一路杀入半决赛。在半决赛中，队友冯天薇以1-3的比分不敌中国选手李晓霞，于梦雨在接下来的比赛中以0-3的比分输给世界排名第一的中国选手丁宁，李思韵同样以0-3的比分败给中国选手朱雨玲，新加坡队最终获得2014年世界乒乓球团体锦标赛的铜牌。

#### 2014年国际乒联年终总决赛
2014年，于梦雨因腰椎膨突，持续一个多月无法下地行走，也使她退出了仁川亚运会的单打比赛。于梦雨仍然作为新加坡乒乓球队的一员参赛，但是遗憾地因伤无法出场。
于梦雨代表新加坡队参加了2014年国际乒联年终总决赛。在女子单打比赛中，她先后以4-2战胜德国名将韩莹，以4-1战胜日本选手平野早矢香。在半决赛中，于梦雨对战韩国削球选手徐孝元，在先胜一局的情况下，最终以2-4（11-4，5-11，6-11，8-11，11-8，9-11）失利，最终获得2014年国际乒联世界巡回赛总决赛女子单打的铜牌。
在女子双打比赛中，于梦雨和队友冯天薇搭档，在四分之一决赛中对战中华台北组合郑怡静/黄怡桦组合。通过7局鏖战，新加坡组合最终以4-3获胜。在半决赛中，新加坡组合面对最终获得女双金牌的日本组合平野美宇/伊藤美诚，在第一局获胜的局面下，于梦雨/冯天薇组合最终以2-4（11-5，8-11，6-11，4-11，11-9，8-11）遗憾落败，获得2014年国际乒联世界巡回赛总决赛女子双打的铜牌。

#### 2015世界乒乓球锦标赛
于梦雨与搭档冯天薇一起参加了在中国苏州举办的2015年国际乒联世界乒乓球锦标赛。在比赛中，新加坡组合先后以4-1的比分战胜了中国香港名将姜华珺/帖雅娜组合，以4-1的比分战胜了韩国的朴英淑/梁夏银组合。在半决赛中，面对世界排名第一、且最终获得该项金牌的中国组合刘诗雯/朱雨玲。于梦雨/冯天薇组合在第一局获胜的局面下，最终以1-4（11-9，9-11，6-11，7-11，4-11）败北，最终在2015世界乒乓球锦标赛中获得女子双打的铜牌。

#### 2011、2013、2015乒乓球世界杯
于梦雨和队友一起代表新加坡参加了2011（举办地德国马格德堡）、2013（举办地中国广州）、2015（举办地阿联酋迪拜）三届乒乓球女子世界杯团体赛，并连续获得三枚铜牌。

#### 2016年里约夏季奥运会
这是于梦雨的奥运处子秀。她在单打比赛中位列九号种子，并在女子团体比赛中位列四号种子。在2016年里约奥运会之前，于梦雨曾多次受伤，多年来一直与运动伤病进行抗争。2016年4月开始，她通过止疼药、类固醇注射、以及富含血小板的血浆治疗，坚持参加了2016年亚洲杯和里约奥运会，并在同年11月接受了修复盂唇撕裂的手术。
在单打比赛中，于梦雨以4-1击败了8号种子、韩国一号选手田志希并进入四分之一决赛。但以2-4（8-11、11-6、5-11、6-11、11-9、6-11）不敌朝鲜选手金颂一（本次女子单打项目最终的铜牌得主），止步八强。
在团体比赛中，于梦雨和冯天薇、周一涵一同杀入半决赛，但以0-3输给了中国队。在铜牌赛中，新加坡代表队以1-3不敌日本。在首局对决中，于梦雨3-2（4-11、11-5、11-3、4-11、11-5）击败日本队头号选手福原爱（二号种子，世界排名第8），取得开门红，同时也为新加坡队夺得了唯一一分。接下来，新加坡队长冯天薇在与日本选手石川佳纯的单打比赛中以0比3（10比12、6比11、7比11）败北。随后，于梦雨与周一涵搭档双打，但同样被福原爱/伊藤美诚组合以1-3（9-11、11-9、11-1、14-12）击败。 最后一场比赛中，冯天薇在对阵日本15岁小将伊藤美诚的比赛中也未能成功，以0-3（9-11、4-11、6-11）落败。
女子单打
| 日期   | 项目     | 结果 | 对手   | 比分 | 各局比分 | 各局比分 | 各局比分 | 各局比分 | 各局比分 | 各局比分 | 各局比分 |      |      |
| -      | 第一轮   | 轮空 | 轮空   | 轮空 | 轮空     | 轮空     | 轮空     | 轮空     | 轮空     | 轮空     | 轮空     | 轮空 | 轮空 |
| -      | 第二轮   | 轮空 | 轮空   | 轮空 | 轮空     | 轮空     | 轮空     | 轮空     | 轮空     | 轮空     | 轮空     | 轮空 | 轮空 |
| 8月7日 | 第三轮   | 胜   | 洪劍芳 | 4-0  | 11-9     | 11-9     | 11-6     | 12-10    | -        | -        |          |      |      |
| 8月8日 | 第四轮   | 胜   | 田志希 | 4-1  | 12-10    | 8-11     | 12-10    | 11-7     | 11-2     | -        |          |      |      |
| 8月9日 | 1/4 决赛 | 负   | 金松怡 | 2-4  | 8-11     | 11-6     | 5-11     | 6-11     | 11-9     | 6-11     |          |      |      |

女子团体
| 日期    | 项目    | 结果 | 对手 | 比分 |
| 8月12日 | 1/8决赛 | 胜   | 埃及 | 3-0  |
| 8月13日 | 1/4决赛 | 胜   |      | 3-2  |
| 8月15日 | 半决赛  | 负   | 中國 | 0-3  |
| 8月16日 | 铜牌赛  | 负   | 日本 | 1-3  |

#### 2017世界乒乓球锦标赛
自2017年开始，于梦雨就一直饱受肩膀伤病的困扰，这对她的日常训练和生活产生了严重的影响。
仍在伤病中恢复的于梦雨代表新加坡参加了在德国杜塞尔多夫举办的2017世界乒乓球锦标赛。在女子双打比赛中，于梦雨和冯天薇搭档，在四分之一决赛中对战中华台北组合郑怡静/陈思羽组合。新加坡组合最终以4-2的比分获胜。在半决赛中，面对中国组合陈梦/朱雨玲，新加坡组合以1-4（6-11，6-11，11-6，8-11，7-11）的比分败北，最终获得2017年国际乒联世界巡回赛总决赛女子双打的铜牌。

#### 2018亚运会
在2018年至2021年期间，于梦雨持续受到腰部伤病的困扰。
于梦雨以第14号种子身份参加了2018年亚运会的单打比赛。在32强赛中，她以4-1战胜了马来西亚选手张雅琳，成功晋级16强。在下一轮比赛中，于梦雨和6号种子杜恺琹展开了一场激烈的对决，比赛被拖入七局决胜，最终于梦雨以4-3取得胜利。在四分之一决赛中，于梦雨以4-1横扫3号种子郑怡静，获得胜利，同时将双方的对战记录改写为10：3。在半决赛中，于梦雨对阵中国选手王曼昱，以1-4（7-11、6-11、5-11、11-9、7-11）落败。最终，于梦雨获得了单打比赛的铜牌。

#### 2019亚洲乒乓球锦标赛
2019年9月，在印度尼西亚日惹举行的2019亚洲乒乓球锦标赛中，由于梦雨、冯天薇、林叶、王歆茹、魏睿萱组成的新加坡队先后以3-1战胜马来西亚队、以3-1战胜由田志希、徐孝元、梁夏银组成的韩国队，进入四强。在半决赛中，新加坡队以0-3 负于赛事一号种子、由丁宁、陈梦、王曼昱领衔的中国队，最终收获季军。

#### 2020年东京夏季奥运会
2021年3月，于梦雨在卡塔尔公开赛比赛过程中腰部再次严重受伤，不得不通过轮椅返回新加坡，这为她参加2020年东京奥运会的身体状况蒙上了一层阴影。
在2020年东京奥运会开幕式上，于梦雨是新加坡代表团的旗手。

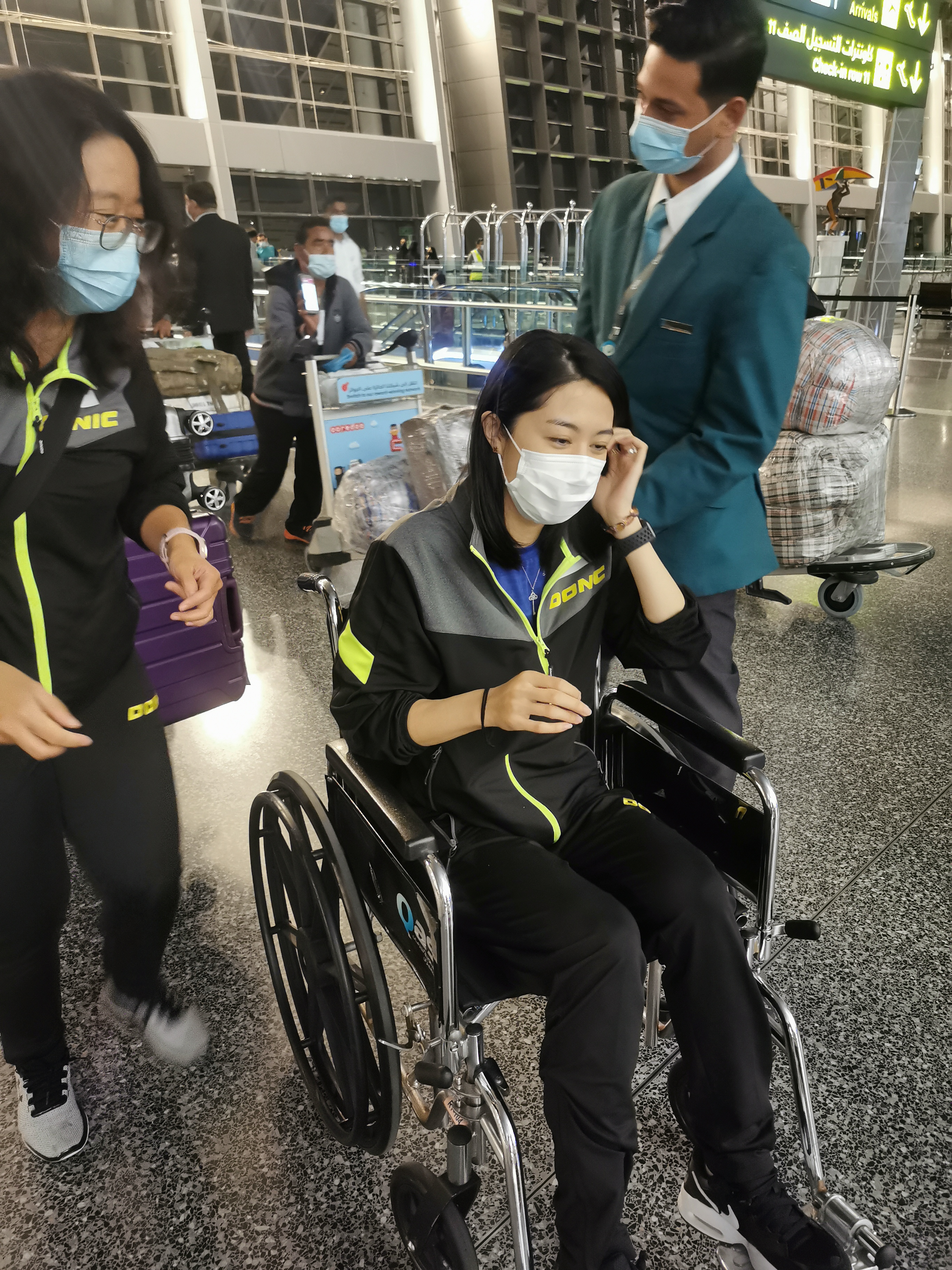
2021年3月，于梦雨在比赛中腰伤复发，不得不坐轮椅返回新加坡

在东京奥运会单打比赛中，于梦雨在32强赛以4-0的比分击败了四号种子中国台北选手郑怡静，并将双方的对战记录改写为11：3。随后，在八强赛中，于梦雨在先失一局的情况下，以4-1的比分逆转战胜了五号种子日本选手石川佳纯，并将双方的对战记录改写为8：8。在半决赛中，于梦雨面对头号种子、中国选手陈梦。在对陈梦的第四局中，于梦雨左腿受伤，不得不在现场接受治疗，最终以0-4（6-11、8-11、7-11、6-11）失利。同一天，于梦雨在铜牌赛中迎战伊藤美诚，在赢得首局的情况下，最终以1-4（11-6、8-11、7-11、7-11、6-11）失利。最终，她在奥运会女子单打项目中获得第4名。
于梦雨还与冯天薇和林叶一同参加了女子团体比赛。在16强赛中，新加坡以3-0战胜法国。于梦雨在第一场比赛中与林叶搭档，以3-0击败法国组合Stephanie Loeuillette和袁嘉南。冯天薇在第二场比赛中以3-2战胜普丽蒂卡·帕瓦德。在第三场比赛中，于梦雨以3-1战胜袁嘉南，为新加坡赢得了总分3-0的胜利。然而，在四分之一决赛中，新加坡面对头号种子中国队：在第一场比赛中，于梦雨和林叶以0-3（5-11、7-11、5-11）输给中国的陈梦和王曼昱；在第二场比赛中，冯天薇输给了孙颖莎；在第三场比赛中，奥运新秀林叶以1-3输给了中国选手王曼昱。接着，冯天薇在第二场比赛中输给了女子单打银牌得主孙颖莎，在第三局比赛中，奥运新秀林叶以1-3输给了中国选手王曼昱。
赛后，于梦雨宣布这将是她最后一次奥运会征程。在东京奥运会之后，她接受了颈部手术。
女子单打
| 日期    | 项目    | 结果 | 对手               | 比分 | 各局比分 | 各局比分 | 各局比分 | 各局比分 | 各局比分 | 各局比分 | 各局比分 |      |      |
| -       | 第一轮  | 轮空 | 轮空               | 轮空 | 轮空     | 轮空     | 轮空     | 轮空     | 轮空     | 轮空     | 轮空     | 轮空 | 轮空 |
| 7月25日 | 第二轮  | 胜   | 邵杰妮（葡萄牙）   | 4-0  | 11-3     | 11-2     | 11-8     | 11-9     | -        | -        |          |      |      |
| 7月27日 | 第三轮  | 胜   | 鄭怡靜（中华台北） | 4-0  | 11-5     | 11-9     | 12-10    | 11-6     | -        | -        |          |      |      |
| 7月27日 | 1/8决赛 | 胜   | 刘娟（美国）       | 4-2  | 11-9     | 11-9     | 11-9     | 8-11     | 6-11     | 11-8     |          |      |      |
| 7月28日 | 1/4决赛 | 胜   | 石川佳純（日本）   | 4-1  | 8-11     | 11-5     | 14-12    | 11-6     | 11-2     | -        |          |      |      |
| 7月29日 | 準决赛  | 负   | 陈梦（中国）       | 0-4  | 6-11     | 8-11     | 7-11     | 6-11     | -        | -        |          |      |      |
| 7月29日 | 銅牌賽  | 负   | 伊藤美誠（日本）   | 1-4  | 11-6     | 8-11     | 7-11     | 7-11     | 6-11     | -        |          |      |      |

女子团体
| 日期   | 项目    | 结果 | 对手 | 比分 |
| 8月2日 | 1/8决赛 | 胜   | 法國 | 3-0  |
| 8月3日 | 1/4决赛 | 负   | 中国 | 0-3  |

### 俱乐部生涯
从2019年到2021年，于梦雨参加了日本T联赛，效力于日本生命红精灵乒乓球俱乐部。于梦雨帮助日本生命在2019年到2021年期间连续蝉联3届T联赛冠军。

### 退役
2022年3月22日，于梦雨在新加坡乒乓球协会年度颁奖典礼上宣布了她从国家队退役的决定。她表示，退役后将继续秉持坚韧不拔、不屈不挠的体育精神，这对于取得成功至关重要。她希望能继续向他人和社会传递更多正能量。
退役后，于梦雨被任命为新加坡乒乓球总会的青少年发展小组助理教练，负责指导9至12岁高水平青少年球员。于梦雨表示，她很高兴能与年轻一代一起工作，并希望与年轻选手分享自己的经验，帮助新加坡培养更多世界冠军。

## 评价
在2021年国庆群众大会上，李显龙总理在谈到于梦雨在东京2020奥运中战胜数位世界排名前十名对手后表示，她是新加坡精神的典范。李显龙总理说：“梦雨17岁来到新加坡，多年来代表我国参赛。本届奥运，乒乓队出发前，我跟他们在网上见面，为他们加油打气。我就告诉梦雨，你是我们的沙场老将了！梦雨这一次带伤出战，尽管面对实力更强的对手，她却毫不畏惧，一分分拼搏，一路杀进四强，一心想为新加坡争取奖牌。很多新加坡人在观看现场直播时，也为她的毅力而感动。我也追看了这几场比赛，能感受到她的坚持和拼搏的精神。梦雨自己说，我已经全力以赴，没有任何遗憾。虽然她最后没赢得奖牌，却赢得了新加坡人的尊敬与掌声。
这就是新加坡精神：不屈不挠，奋勇向前，永不言弃。”
新加坡文化、社区和青年部长Edwin Tong也在他的Facebook上向于梦雨致敬。他分享了于梦雨一直患有背部伤病，但仍然坚持并成功击败排名前列的对手的信息。Edwin Tong部长发文说：“而且很少人知道她一直患有背部伤病。她在今年三月的多哈WTT比赛中受伤，不得不通过轮椅送往机场。在整个奥运会期间，她一直感到身体不适，有时感觉到疼痛。她不仅在今天半决赛对阵陈梦的比赛中接受了现场治疗，正如大家看电视直播看到的，还在其他场合屡次接受了治疗。但她也知道能够站在奥运赛场，身穿标志性的新加坡国家队球衣，与世界最佳选手竞争是一种荣耀。因此，她坚持不懈，肩负着我们国家的期望。”
国会议长兼新加坡国家奥林匹克理事会主席陈川仁，陪同新加坡新加坡代表团一同在东京，他对于梦雨在东京奥运的表现表示赞扬，称其为“辉煌”的一次表现，并赞扬了她的坚韧不拔。陈川仁说：“她以她的激情和战斗精神征服了我们。于梦雨在对伊藤美诚的比赛中以1-4输掉，但她奉献了一场激烈的比赛。我们感谢你，不仅作为我们的旗手之一，更是我们球场上的勇士，高举我们的国旗。加油，梦雨！现在轮到与冯天薇和林叶一起进行团体比赛了！”
2024年2月，于梦雨入选新加坡体育名人堂，一同入选的还有两位前运动员以及五位体育领袖。于梦雨在新加坡总统府从新加坡第九任总统尚达曼手中结果名人堂勋章。尚达曼总统说： “今天入选体育名人堂的八位新加坡人都做出了巨大贡献。他们的贡献往往超越了传统的运动领域，他们的领导能力和激励方式激励了许多其他人。作为一个新加坡团队，让我们通过体育继续加强新加坡精神。”

## 职业生涯统计

### 單打
- 奥运会：第五名（2016年）；第四名（2020年）
- 世界錦標賽：64强（2013年、2017年）； 32 强（2011 年）； 16 强（2009 年、2015 年）
- 世界盃：五至八名（2012年、2013年）
- 世界巡回赛总决赛：8强（2009年）；季軍（2014年）
- 亞洲錦標賽：16 强（2007 年、2009 年）；半準決賽（2013年）
- 亞洲盃：季軍（2014年），8强（2016年）
- 亚运会：季軍（2018年）
- 英聯邦運動會：亞軍（2010年、2014年、2018年）
- 英聯邦錦標賽：亞軍（2009年、2013年）
- 東南亞運動會：冠軍（2013年）
- 国际乒联职业巡回赛
  - 冠军（1）：2009年印度公开赛
  - 亚军（2）：2010年印度公开赛, 2016年波兰公开赛
  - 季军（5）：2011年巴西公开赛, 2014国际乒联巡回赛总决赛韩国公开赛, 2014国际乒联巡回赛总决赛日本公开赛, 2014国际乒联世界乒乓球巡回赛总决赛, 2021 WTT Middle East Hub - WTT Contender
- 国际乒联职业巡回赛U21组
  - 冠军（10）：2006年新加坡公开赛, 2007年卡塔尔公开赛, 2007年智利公开赛, 2007年韩国公开赛, 2007年中国公开赛, 2009年国际乒联巡回赛中国公开赛, 2009年日本公开赛, 2009年国际乒联世界乒乓球巡回赛总决赛, 2010年科威特公开赛, 2010年印度公开赛
  - 亚军（5）：2007年印度公开赛, 2008年卡塔尔公开赛, 2008年巴西公开赛, 2008 年国际乒联世界乒乓球巡回赛总决赛, 2010年卡塔尔公开赛
  - 季军（13）：2006年俄罗斯公开赛, 2007年巴西公开赛, 2007年日本公开赛, 2007年俄罗斯公开赛, 2007年法国公开赛, 2008年韩国公开赛, 2008年新加坡公开赛, 2009年德国公开赛, 2009年中国公开赛, 2009年韩国公开赛, 2010年德国公开赛, 2010年韩国公开赛, 2010年 国际乒联世界乒乓球巡回赛总决赛

### 雙打
- 世界錦標賽：16强（2009年）；季军（2013年、2015年、2017年）
- 世界巡迴賽总决赛：冠軍（2012年）；季军（2009年、2014年）
- 亞洲錦標賽：季军（2007年、2009年）
- 英联邦运动会：冠軍（2014年、2018年）
- 英聯邦乒乓球錦標賽：冠軍（2009年、2013年）
- 東南亞運動會：冠軍（2007年、2009年、2017年）；亚军（2015年）
- 国际乒联职业巡回赛
  - 季军（15）：2007年斯洛文尼亚公开赛, 2007年巴西公开赛, 2009年印度公开赛, 2009年德国公开赛, 2009年国际乒联世界乒乓球巡回赛总决赛, 2011年斯洛文尼亚公开赛, 2012年日本公开赛, 2013韩国公开赛, 2014年中国公开赛, 2014年韩国公开赛, 2014年瑞典公开赛, 2014年国际乒联世界乒乓球巡回赛总决赛, 2015年中国公开赛, 2016年日本公开赛, 2020年卡塔尔公开赛

### 混雙
- 世界錦標賽：十六強（2011年、2013年）
- 亞洲錦標賽：亞軍（2015年）
- 英聯邦運動會：冠軍 （2018年）
- 英聯邦錦標賽：亞軍（2013年）
- 东南亚运动会：冠军（2015），亚军（2017）

### 團體
- 奥运会:第四名（2016年）；第五名（2020年）
- 世界錦標賽：冠軍（2010年）；亚军（2008年、2012年）；季军（2014年）；八强（2016年）
- 世界盃：亞軍（2009年、2010年）；季军（2011年、2013年、2015年）
- 亞洲錦標賽：亞軍（2007年、2009年、2012年）；季军（2013年、2019年）
- 亞洲運動會：亞軍（2010年）；季军（2014年）；八强（2018年）
- 英聯邦運動會：冠軍（2010年、2014年）；亞軍（2018年）
- 英聯邦錦標賽：冠軍（2009年、2013年）
- 東南亞運動會：冠軍（2007年、2009年、2013年、2015年、2017年）

## 荣誉和奖项
- 2024 年入选新加坡体育名人堂
- 2022年度新加坡年度最佳女运动员（骆建佑获得2022年度新加坡年度最佳男运动员）
- 2010、2011、2013、2014、2015、2017、2019、2022年度新加坡奥委会个人功勋奖
- 2008、2010、2012、2013、2014、2015、2016、2017、2018、2019、2020、2022年度新加坡奥委会团队功勋奖（新加坡乒乓球女队）
- 2018年度、2021年度《海峡时报》的“年度运动员”提名
- 2010年度《海峡时报》的“年度运动员”奖项（新加坡乒乓球女队）
- 2023年获得南洋理工大学公共管理研究生院全额奖学金
- 2024年获得南洋公共管理研究生院亚细安奖学金
- 2024年荣获南洋公共管理研究生院最佳论文奖